# Puya (gruppo musicale)
I Puya sono un gruppo musicale alternative metal portoricano, formatosi a San Juan nel 1988.

## Storia del gruppo
La band si formò a Porto Rico, inizialmente, con il nome di Whisker Biscuit. Ha oggi base a Fort Lauderdale, in Florida (Stati Uniti).
I Puya furono lanciati alla fine degli anni novanta, da concerti al fianco di Slipknot (che affiancarono all'edizione dell'Ozzfest del 1999), Red Hot Chili Peppers, Sepultura e Kiss.
Nel 1995 pubblicarono il loro debutto omonimo, cui seguirono Fundamental (1999) e Union (2001).
Nel 2005 si sciolsero, per poi riformarsi nel 2009.
Il 27 agosto 2010 i Puya hanno pubblicato su iTunes un EP digitale intitolato Areyto.

## Stile musicale
Il gruppo si distingue per la forte tendenza a mescolare generi anche molto diversi tra loro come il thrash metal, il rap, la musica latina e la salsa.
Ad un primo ascolto sembra quasi che il gruppo rievochi in una volta gli Slayer di Reign In Blood,  i Rage Against the Machine dell'album di debutto omonimo e il Santana di Woodstock. Caratteristico di questo quartetto è l'uso di un particolare idioma, il cosiddetto "spanglish", a metà tra inglese e spagnolo.
Numerose le influenze, a parte quelle sopra indicate,  da Led Zeppelin, Rush, Faith No More, Korn, Sepultura e da numerosi artisti caraibici.

## Formazione
- Sergio Curbelo - voce e percussioni
- Ramón Ortíz - chitarra
- Harold Hopkins  - basso
- Eduardo Paniagua - batteria

## Discografia

### Album in studio
- 1995 - Puya
- 1999 - Fundamental
- 2001 - Union

### Album dal vivo
- 2014 - Vital

### EP
- 2010 - Areyto